# Phlebohecta
Phlebohecta is een geslacht van vlinders van de familie bloeddrupjes (Zygaenidae), uit de onderfamilie Chalcosiinae.

## Soorten
- P. fuscescens (Moore, 1879)
- P. jordani (West, 1932)
- P. lithosina (Felder & Felder, 1874)
- P. lypusa Jordan, 1907
- P. virduata Jordan, 1912